# Band Āmūn
Band Āmūn (persiska: بَند اَمان, بَندامون, Band Amān, بند آمون, Bandāmūn) är en ort i Iran.   Den ligger i provinsen Hamadan, i den nordvästra delen av landet, 300 km sydväst om huvudstaden Teheran. Band Āmūn ligger 1 517 meter över havet och antalet invånare är 200.
Terrängen runt Band Āmūn är varierad.Runt Band Āmūn är det ganska tätbefolkat, med 124 invånare per kvadratkilometer. Närmaste större samhälle är Nahāvand, 13,9 km öster om Band Āmūn. Trakten runt Band Āmūn består till största delen av jordbruksmark.